# José de Urrea

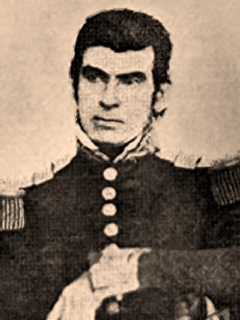
JOSE COSME URREA

José de Urrea (ngày 19 tháng 3 năm 1797 - ngày 1 tháng 8 năm 1849) là một tướng quân Mexico. Ông đã chiến đấu dưới quyền của Tướng Antonio López de Santa Anna trong cuộc Cách mạng Texas. Các lực lượng của Urrea không bao giờ bị đánh bại trong cuộc chiến trong cuộc Cách mạng Texas. Thành công đáng chú ý nhất của ông là Chiến dịch Goliad, trong đó 400 lính của James Fannin đã được bao vây và gây ra sự chiếm đóng theo các điều khoản, nhưng đã bị thảm sát trong sự vắng mặt của Urrea theo lệnh Santa Anna [1]. Urrea cũng chiến đấu trong cuộc Chiến tranh Mexico-Mỹ.

## Đầu đời
Urrea sinh ra tại El Presidio de San Augustin de Tucson (nay là thành phố Tucson, Arizona), trong chế độ Tây Ban Nha trong khu vực.  Mặc dù sinh ra ở biên giới phía bắc México, gia đình ông có gốc rễ sâu trong bang Durango.

## Binh nghiệp
Năm 1807 Urrea bước vào quân đội Tây Ban Nha. Năm 1824, ông ta lên bậc thuyền trưởng, nhưng ông đã từ chức và bước vào cuộc sống riêng tư. Năm 1829, ông gia nhập quân đội với tư cách là một chuyên gia và giúp giải phóng thành phố Durango, liên minh với Antonio López de Santa Anna. Ông được thăng đại tá vì những hành động của ông. Năm 1835, ông miễn cưỡng tham gia cuộc tấn công của Santa Anna vào bang Zacatecas (nhà nước đã công khai nổi dậy chống lại quyền lực của ông lên nắm quyền). Santa Anna vận động Urrea cho Chuẩn tướng về vai trò của mình trong việc này.

## Cuộc cách mạng Texas
Khi tiểu bang Mêhicô của Texas cũng nổi dậy chống lại chính quyền trung ương của Santa Anna, Urrea đã được gửi tới đó để giúp đưa những người thuộc địa phận này xuống. Ông đánh bại các nhóm nhỏ các lực lượng Texas trong trận San Patricio, Trận Refugio, Goliad và Trận Coleto. Người cuối cùng, hay còn được gọi là "vụ thảm sát Goliad", bao gồm việc giết người có chủ ý những người Texas đã đầu hàng. Việc thực hiện các tù nhân, tuy nhiên, không phải là lựa chọn của Urrea, nhưng là một lệnh của Tướng Santa Anna.
Do chuỗi chiến thắng của Urrea, Santa Anna đã quyết định ở lại Texas và đích thân tấn công chính phủ nổi dậy của Texas. Động cơ của ông là cá nhân và chính trị do Urrea đã nhận được tất cả các tiêu đề và sẽ được nhìn thấy trở lại ở Mexico như là một con số phổ biến hơn.

## Hậu quả
Sự thất bại quân sự của lực lượng Santa Anna tại Trận chiến San Jacinto vào ngày 21 tháng 4 năm 1836 đã dẫn đến việc bắt giữ của ông già Noel, và ông buộc phải ra lệnh cho tất cả lực lượng Mexico rút lui khỏi đất Texas. Urrea đã tức giận và, sau khi liên kết với các lực lượng của Vicente Filisola, ông muốn tiếp tục chiến tranh chống lại những người Texas kể từ khi người Mêxicô vẫn còn có hơn 2.500 quân ở Texas chống lại chưa tới 900 Samoa của Texans. Nhưng cả Urrea và Filisola đều không có lựa chọn nào khác ngoài việc tuân thủ lệnh của Santa Anna, do đó vào giữa tháng 6, Urrea và tất cả các lực lượng Mexico đã rút khỏi Texas.
Năm 1837, Urrea quay lại Santa Anna sau khi trở về Mexico, và chiến đấu chống lại ông tại trận Mazatlán năm 1838. Cuộc nổi dậy đã cố gắng dẫn tới việc ông bị bắt và cuối cùng bị đưa đến nhà tù Perote.  Sau đó, ông khôi phục lại sự nghiệp quân sự của mình khi cuộc xâm lăng của quân đội Pháp vào Mexico, và một cuộc đảo chính không thành công theo sau.
Chiến tranh Mexico-Mỹ đã chứng kiến Urrea dẫn đầu một đơn vị k cav binh chống lại quân xâm lược Mỹ.  Urrea qua đời ngày 1 tháng 8 năm 1849 vì bệnh tả ngay sau khi chiến tranh kết thúc.